# Féniers

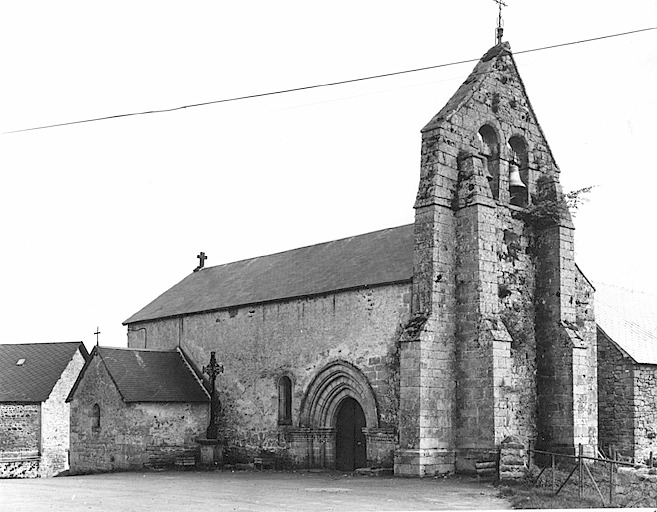
Kościół św. Jana Chrzciciela (1987)

Féniers – miejscowość i gmina we Francji, w regionie Nowa Akwitania, w departamencie Creuse.
Według danych na rok 1990 gminę zamieszkiwało 105 osób, a gęstość zaludnienia wynosiła 7 osób/km² (wśród 747 gmin Limousin Féniers plasuje się na 505. miejscu pod względem liczby ludności, natomiast pod względem powierzchni na miejscu 445.).

## Populacja

Populacja Féniers w latach 1962–2008